# Psalidodon parahybae
Psalidodon parahybae es una especie de pez de la familia Characidae en el orden de los Characiformes.

## Morfología
Los machos pueden llegar alcanzar los 5,6 cm de longitud total.

## Hábitat
Vive en zonas de clima tropical.

## Distribución geográfica
Se encuentran en Sudamérica: cuenca del río Paraíba do Sul y ríos costeros del Estado de Río de Janeiro (Brasil ).